# Kadyjewka
Kadyjewka (dawny polski egzonim: Kadijewka, ukr. Кадіївка, Kadijiwka, w latach 1937–1940 Sergo, w latach 1978–2016 Stachanow) – miasto na Ukrainie, w obwodzie ługańskim, w Donieckim Zagłębiu Węglowym.

## Demografia
- 1926 – 17 200[4]
- 1989 – 112 023[3][5]
- 1991 – 112 700[6]
- 2013 – 77 593[7]
- 2014 – 77 168[1]

## Historia
Wieś powstała w latach 40. XIX wieku, kiedy zaczęto tu wydobywać węgiel.
We wrześniu 1930 r. zaczęto drukować gazetę.
Miejscowość posiada prawa miejskie od 1932.
W 1934 w mieście zbudowano fabrykę maszyn. W 1937 r. zaczęła działać linia tramwajowa.
Podczas II wojny światowej miasto zostało prawie całkowicie zniszczone i zostało odbudowane w latach 1946–1970.
1 marca 1970 r. zaczęły działać trolejbusy.
W 1985 r. miasto otrzymało Order Czerwonego Sztandaru Pracy.
Do 1997 r. istniały tutaj dwie wyższe uczelnie (№ 22 i № 62) oraz szkoła pedagogiczna. W maju 1997 r. wyższe uczelnie № 22 zostało zlikwidowano.
Od 2014 roku znajduje się pod kontrolą Ługańskiej Republiki Ludowej.

## Nazwa
Ze skutkiem na 12 maja 2016 roku (przepisy z lutego 2016) Rada Najwyższa Ukrainy usunęła nazwę Stachanow i przywróciła miastu historyczną nazwę Kadyjewka. Decyzja Rady Najwyższej nie ma skutków praktycznych z uwagi na negatywne w stosunku do dekomunizacji stanowisko przywódców samozwańczej Ługańskiej Republiki Ludowej stworzonej w ramach wojny na Ukrainie.

## Transport
W mieście znajduje się stacja kolejowa oraz funkcjonuje Kolej Doniecka.